# 1948年ロンドンオリンピックのハンガリー選手団
1948年ロンドンオリンピックのハンガリー選手団（1948ねんロンドンオリンピックのハンガリーせんしゅだん）は、1948年7月29日から8月14日にかけてイギリスの首都ロンドンで開催された1948年ロンドンオリンピックのハンガリー選手団、およびその競技結果。

## 概要
今大会は金メダル10個、銀メダル5個、銅メダル12個、合計27個のメダルを獲得した。

## メダル
| メダル | 選手名               | 競技 | 種目           |
| ------ | -------------------- | ---- | -------------- |
| 金     | イムレ・ネーメト     | 陸上 | 男子ハンマー投 |
| 金     | ジャルマチ・オルガ   | 陸上 | 女子走幅跳     |
| 銅     | ヨージェフ・バルセギ | 陸上 | 男子やり投     |
| 銅     | ゲーザ・カーダシュ   | 競泳 | 男子100m自由形 |